# Nisa Aszchabad
Nisa Aszchabad (turkm. «Nisa» futbol kluby, Aşgabat) – turkmeński klub piłkarski z siedzibą w stolicy kraju, Aszchabadzie.

## Historia
Chronologia nazw:
- 1994: Nisa Aszchabad (ros. «Ниса» Ашхабад)

Piłkarski klub Nisa Aszchabad został założony w mieście Aszchabad w 1994 roku przez libańską firmę "Nisa".
W 1994 klub debiutował w Ýokary Liga Mistrzostw Turkmenistanu i zdobył wicemistrzostwo. W 1997 startował w rozgrywkach pucharów azjatyckich. Był jednym z liderów mistrzostw. W 2006 zajął ostatnie 8 miejsce i spadł do 2.ligi turkmeńskiej. Jednak potem nie przystąpił do rozgrywek i został rozformowany.

## Sukcesy

### Trofea międzynarodowe
| \| \| Zdobyte trofea w rozgrywkach międzynarodowych (stan na: 31-12-2015) \| |                                                                     |      |            |
| Rozgrywki                                                                    | Osiągnięcie                                                         | Razy | Sezon(y)   |
| · Liga Mistrzów AFC                                                          | zdobywca                                                            | 0    |            |
| · Liga Mistrzów AFC                                                          | finalista                                                           | 0    |            |
| · Liga Mistrzów AFC                                                          | 4.miejsce w grupie                                                  | 1    | 2002/03    |
| Puchar AFC                                                                   | zdobywca                                                            | 0    |            |
| Puchar AFC                                                                   | finalista                                                           | 0    |            |
| Puchar AFC                                                                   | 2.miejsce w grupie                                                  | 2    | 2004, 2005 |
| Azjatycki Puchar Zdobywców                                                   | zdobywca                                                            | 0    |            |
| Azjatycki Puchar Zdobywców                                                   | finalista                                                           | 0    |            |
| Azjatycki Puchar Zdobywców                                                   | 1/8 finału                                                          | 1    | 1998/99    |
| Puchar Prezydenta AFC                                                        | zdobywca                                                            | 0    |            |
| Puchar Prezydenta AFC                                                        | finalista                                                           | 0    |            |
| FIFA                                                                         | Zdobyte trofea w rozgrywkach międzynarodowych (stan na: 31-12-2015) |      |            |

### Trofea krajowe
Turkmenistan
| \| \| Zdobyte trofea w rozgrywkach Turkmenistanu (stan na: 31-12-2015) \| |                                                                  |      |                        |
| Rozgrywki                                                                 | Osiągnięcie                                                      | Razy | Sezon(y)               |
| Mistrzostwo                                                               | I miejsce                                                        | 4    | 1996, 1999, 2001, 2003 |
| Mistrzostwo                                                               | II miejsce                                                       | 1    | 1994                   |
| Mistrzostwo                                                               | III miejsce                                                      | 1    | 2000                   |
| Puchar                                                                    | zdobywca                                                         | 1    | 1998                   |
| Puchar                                                                    | finalista                                                        | 3    | 1997, 2000, 2003       |
| II liga                                                                   | I miejsce                                                        | 0    |                        |
| II liga                                                                   | II miejsce                                                       | 0    |                        |
| II liga                                                                   | III miejsce                                                      | 0    |                        |
| Turkmenistan                                                              | Zdobyte trofea w rozgrywkach Turkmenistanu (stan na: 31-12-2015) |      |                        |

## Stadion
Klub rozgrywał swoje mecze domowe na stadionie Nisa-Çandybil w Aszchabadzie, który może pomieścić 1 500 widzów.

## Piłkarze
Znani piłkarze:
- Rejepmyrat Agabaýew
- Murad Ataýew
- Yuriý Bordolimow
- Wladimir Kostýuk
- Begençmuhammet Kuliýew
- Çariýar Muhadow
- Röwşen Muhadow
- Ýewgeniý Naboýçenko
- Mekan Nasyrow
- Didargylyç Urazow
- Serik Żejlitbajew

## Trenerzy
- 1994–1996:  Täçmyrat Agamyradow
- 01.1997–06.1997:  Serhij Morozow
- 06.1997–1998:  Täçmyrat Agamyradow
- 1998–07.1999: / Gurban Berdiýew
- 08.1999–2000:  Röwşen Muhadow
- 01.2001–0?.2001:  Ali Gurbani
- 0?.2001–2004:  Rahym Kurbanmämmedow
- 05.2005–09.2005:  Wiktor Kuroçkin
- 09.2005–2005:  Boris Grigorýants
- 06.2006–12.2006:  Kamil Mingazow